# اکتن (ماساچوست)
اکتن (به انگلیسی: Acton) شهرکی در شهرستان میدلسکس ایالت ماساچوست می‌باشد که در سال ۱۷۳۵ بنیان‌گذاری شده‌است. این شهرک در سرشماری سال ۲۰۱۰ میلادی، ۲۱٬۹۲۴ نفر جمعیت داشته‌است.